# Squadra bulgara di Fed Cup
La squadra bulgara di Fed Cup (Отборът на България за Фед Къп) rappresenta la Bulgaria nel torneo tennistico Fed Cup, ed è posta sotto l'egida della Bulgarska Federatsya po Tenis (Българска федерация по тенис).
Essa partecipa alla competizione dal 1966, e il suo miglior risultato ad oggi sono le semifinali raggiunte nel 1983 e nel 1985. I 12 anni passati al vertice del tennis mondiale sono per la maggior parte merito delle sorelle Maleeva: Magdalena, Katerina e Manuela, che hanno rappresentato il proprio paese per più di 20 anni.

## Risultati
| = Incontro del Gruppo Mondiale |

### 2010-2019
| Anno | Turno                         | Data        | Sede           | Avversario    | Punteggio | Esito     |
| ---- | ----------------------------- | ----------- | -------------- | ------------- | --------- | --------- |
| 2010 | Gruppo I, Fase a gironi       | 3 febbraio  | Lisbona (PRT)  | Paesi Bassi   | 1 – 2     | Sconfitta |
| 2010 | Gruppo I, Fase a gironi       | 4 febbraio  | Lisbona (PRT)  | Israele       | 1 – 2     | Sconfitta |
| 2010 | Gruppo I, Fase a gironi       | 5 febbraio  | Lisbona (PRT)  | Slovenia      | 2 – 1     | Vittoria  |
| 2010 | Gruppo I, Play-out            | 6 febbraio  | Lisbona (PRT)  | Portogallo    | 2 – 1     | Vittoria  |
| 2011 | Gruppo I, Fase a gironi       | 2 febbraio  | Eilat (ISR)    | Polonia       | 2 – 1     | Vittoria  |
| 2011 | Gruppo I, Fase a gironi       | 3 febbraio  | Eilat (ISR)    | Lussemburgo   | 1 – 2     | Sconfitta |
| 2011 | Gruppo I, Fase a gironi       | 4 febbraio  | Eilat (ISR)    | Israele       | 1 – 2     | Sconfitta |
| 2011 | Gruppo I, Play-out            | 5 febbraio  | Eilat (ISR)    | Lettonia      | 2 – 0     | Vittoria  |
| 2012 | Gruppo I, Fase a gironi       | 1º febbraio | Eilat (ISR)    | Estonia       | 3 – 0     | Vittoria  |
| 2012 | Gruppo I, Fase a gironi       | 3 febbraio  | Eilat (ISR)    | Austria       | 1 – 2     | Sconfitta |
| 2012 | Gruppo I, Playoff 5º-8º posto | 4 febbraio  | Eilat (ISR)    | Portogallo    | 0 – 2     | Sconfitta |
| 2013 | Gruppo I, Fase a gironi       | 7 febbraio  | Eilat (ISR)    | Paesi Bassi   | 3 – 0     | Vittoria  |
| 2013 | Gruppo I, Fase a gironi       | 8 febbraio  | Eilat (ISR)    | Lussemburgo   | 3 – 0     | Vittoria  |
| 2013 | Gruppo I, Fase a gironi       | 9 febbraio  | Eilat (ISR)    | Slovenia      | 3 – 0     | Vittoria  |
| 2013 | Gruppo I, Playoff             | 10 febbraio | Eilat (ISR)    | Gran Bretagna | 0 – 2     | Sconfitta |
| 2014 | Gruppo I, Fase a gironi       | 4 febbraio  | Budapest (HUN) | Portogallo    | 1 – 2     | Sconfitta |
| 2014 | Gruppo I, Fase a gironi       | 6 febbraio  | Budapest (HUN) | Turchia       | 1 – 2     | Sconfitta |
| 2014 | Gruppo I, Fase a gironi       | 7 febbraio  | Budapest (HUN) | Bielorussia   | 1 – 2     | Sconfitta |
| 2014 | Gruppo I, Play-out            | 9 febbraio  | Budapest (HUN) | Lussemburgo   | 2 – 0     | Vittoria  |
| 2015 | Gruppo I, Fase a gironi       | 4 febbraio  | Budapest (HUN) | Portogallo    | 3 – 0     | Vittoria  |
| 2015 | Gruppo I, Fase a gironi       | 5 febbraio  | Budapest (HUN) | Bielorussia   | 0 – 3     | Sconfitta |
| 2015 | Gruppo I, Fase a gironi       | 6 febbraio  | Budapest (HUN) | Georgia       | 1 – 2     | Sconfitta |
| 2015 | Gruppo I, Playoff             | 7 febbraio  | Budapest (HUN) | Ucraina       | 0 – 2     | Sconfitta |